# 네레트바강

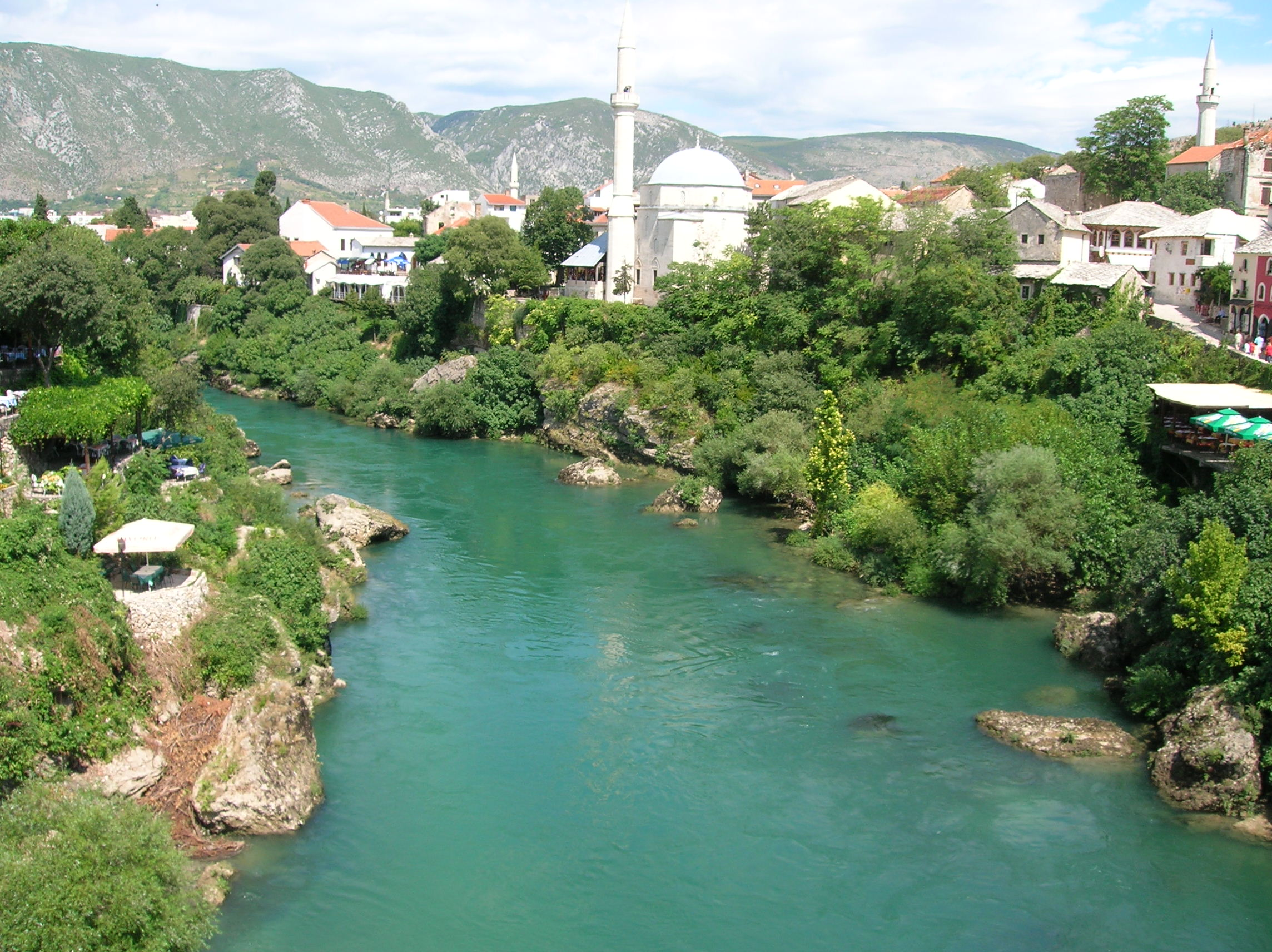

네레트바강(Neretva)은 보스니아 헤르체고비나와 크로아티아의 강이다. 디나르알프스산맥에서 발원하여 아드리아해로 흐른다. 전체 길이는 225 km로, 이중 203 km는 헤르체고비나를, 마지막 22 km는 크로아티아의 두브로브니크네레트바주를 지난다. 상류의 90 km 구간에서는 두 개의 깊고 좁은 협곡이 조성되어 있다.

## 같이 보기
- 브렐로보스네